# 베를린 프리데나우역
베를린 프리데나우역(Bahnhof Berlin-Friedenau)은 베를린 템펠호프쇠네베르크구 쇠네베르크에 있는 반제선의 철도역이다. 최초로 역이 건설된 것은 1874년이었으며, 현재의 역사는 1891년에 건설되었다. 출입구는 온실 양식(Gewächshausstil)으로 건설되었다. 역 이름과는 다르게 프리데나우에 위치해 있지 않지만, 역 건설 당시 개발이 시작된 프리데나우 택지 지구로 향하는 관문이었기에 이 이름이 사용되었다.

## 시설
승강장 남서쪽으로 출구가 개설되어 있다. 북동쪽 방면 출입구는 건설이 계획만 되어 있으며, 완공되는 경우 187번 버스와의 환승 거리가 단축될 수 있다. 반제선 부지 동쪽으로 아우토반 103호선 건설 당시 과거 노반, 야적장, 소형 건물이 철거되었고, 일부 출구는 고속도로 아래로 경로가 변경되었다.
2000년 초에 승강장에서 출입구 터널 방면으로 엘리베이터가 개설되었다. 북서쪽 방면으로의 출구는 2004년에 완공 예정이었지만 2014년 4월에 영업을 시작했다.

## 역사
베를린-마그데부르크선은 1838년에 영업을 시작했고 1847년까지 복선화되었다. 베를린과 슈테글리츠 사이를 운행했던 지역간 열차를 프리데나우 인근에 정차시키기 위해서 1874년 11월 1일에 초대 프리데나우역이 개통했다. 일대의 지주였던 아우구스트 슈폰홀츠(August Sponholz)가 부지를 공여했으며, 신설된 프리데나우 택지 지구와 반제선 역사 사이의 교통 개선도 진행되었다. 1874년 11월 초에는 일일 14회, 이후에는 21회 정차했다. 이를 위하여 슈폰홀츠는 은행 및 다른 부동산 회사와 합작으로 6,000 금 마르크를 출자했다. 역 건설 당시에는 현재의 시설이 존재하지 않았다. 건설 당시 대합실은 슈바이처하우스 양식(Schweizerhausstil)으로 건설되었다. 부분적 목골조 양식을 유지하고 있고 현재까지 남아 있는 유일한 반제선의 역사이다.
1891년 10월 1일부터 장거리 교통과 근교 교통을 분리하기 위하여 베를린 포츠담역과 첼렌도르프역 간에 별도의 복선 노선인 신 반제선이 건설되었다. 복복선화 공사 당시에 운행했던 노면 전차 노선은 지하도로 변경되었고 승강장 진입용 터널이 건설되었다. 프리데나우역 역시 이설되어 신 반제선의 역사로 변경되었다. 승강장은 지면에서 높아져서 천장이 설치되었고, 역전 방면으로 진입용 터널이 설치되었다. 구 역사 건물은 더 이상 사용되지 않게 되었으며 이후에 다른 목적으로 임대되었다. 1900년부터 1902년까지는 반제선 전철화 시험 운행 구간에 포함되었고, 1933년까지는 증기 기관차 견인 열차가 운행했다. 1933년 5월 15일부터 전동차 정규 운행이 시작되었다. 과거에 생산된 ET 165(반제선형) 전동차가 투입되었다.
1939년에 베를린 남북 S반선 터널이 완공되면서 프리데나우역에서 남북 터널을 통해서 베를린 도심으로 접근할 수 있게 되었다. 제2차 세계 대전 후반부인 1945년에 란트베어운하 지하에서의 터널 폭파로 운행이 중단되었으며, 복구 이전까지는 반제선 열차가 지상 포츠담역, 이후 지하 안할트역으로 운행했다. 1947년 11월이 되어서야 오라니엔부르크 방면으로 운행할 수 있게 되었다. 베를린 장벽 건설 이후에는 터널 구간에서는 프리드리히슈트라세역에만 정차했고 오라니엔부르크까지의 운행도 중단되었다.
1980년 서베를린 S반 파업으로 인하여 반제선 운행이 중단되었고, 1984년 1월 9일 서베를린 BVG에서 영업권을 양도받은 후 개보수공사가 시작되었다. 1985년 2월 1일에 역이 재개통되었으나, 1984년/1985년 겨울의 추운 날씨에도 불구하고 재개통 일시를 지키기 위해서 무리하게 공사를 진행했기 때문에 일부 공사는 역 개통 이후에도 진행되었다. 1985년 3월 10일 시의회 선거와도 연관되어 있었고 S반 재개통도 정치권의 문제로 떠올랐기 때문에 공사가 빠르게 진행되기도 했다.
1874년에 건설된 초기 역사는 개보수공사 이후 2004년부터 전시장 및 소형 콘서트장으로 사용 중이다. 2008년 초에는 작은 놀이터가 건설되었다.

## 인접 철도역
베를린 버스 143, 187번과 환승할 수 있다.
| 베를린 S반                     | 베를린 S반 | 베를린 S반                   |
| ------------------------------ | ---------- | ---------------------------- |
| 쇠네베르크 오라니엔부르크 방면 | S1         | 포이어바흐슈트라세 반제 방면 |